# I Lost My Heart to a Starship Trooper
I Lost My Heart to a Starship Trooper è un singolo del 1978 interpretato dalla cantante britannica Sarah Brightman e dal gruppo dance e di ballerini britannico Hot Gossip. 

## Il brano
Il brano è stato scritto da Jeff Calvert e Geraint Hughes, entrambi membri del gruppo pop Typically Tropical. La canzone segna l'esordio dell'allora diciottenne cantante lirica Sarah Brightman. Il brano ha raggiunto la sesta posizione della classifica Official Singles Chart.

## Tracce
- 7"

1. I Lost My Heart to a Starship Trooper
2. Do, Do, Do